# Розлучаючись з дитинством
«Розлучаючись з дитинством» (інша назва: «Весняні канікули») — радянський художній фільм 1980 року, знятий режисером Усенжаном Ібрагімовим на кіностудії «Киргизфільм».

## Сюжет
Підлітки Касим Кабеков та Ліза Страхова беруть активну участь у викритті шахраїв і спекулянтів. Це скріплює їхню дружбу, збагачує духовно, загартовує фізично, хоча фільм і не ставить за мету показати еволюцію змужніння характеру підлітків, які викривають злочинців.

## У ролях
- Батир Ісакєєв — Касим
- Балтибай Сейтмамутов — Аділ
- Даркуль Куюкова — мати Адила
- Марія Курманалієва — Марія Султанівна, вчителька
- Гульнара Султаналієва — Ґуля
- Джамал Сейдакматова — Байтекова
- Мухтар Бахтигерєєв — Байтеков
- Світлана Морковкіна — Ліза Страхова
- К. Мамбеткерімов — Самат
- Таалай Дакенов — Таалай, братик Гулі
- К. Бараков — Садик Байтеков
- А. Мамбеталієв — Куван
- Микола Акимченков — Дем'яш Пархоменко
- Н. Кузьміна — мати Лізи
- В. Кузьмін — Денис, батько Лізи
- Балташ Каїпов — Джапар Кабекович, батько Касима
- Іскра Раїмкулова — мати Касима
- Медель Маніязов — бухгалтер

## Знімальна група
- Режисер — Усенжан Ібрагімов
- Сценаристи — Іфраїм Ібрагімов, Усенжан Ібрагімов
- Оператор — Олексій Кім
- Композитор — Ігор Кантюков
- Художники — Джолдожбек Касималієв, Кошмак Коргонбаєв